# Keren Ann
Keren Ann Zeidel, nota come Keren Ann (in lingua ebraica קרן אן זיידל; Cesarea, 10 marzo 1974), è una cantautrice israeliana.

## Biografia
Nata in Israele da padre ebreo-tedesco e madre russa, ha vissuto tra il Paese natale e i Paesi Bassi fino all'età di 11 anni, quando si è trasferita con la famiglia in Francia. Ha vissuto anche a New York ed è poliglotta. Possiede la doppia cittadinanza israeliana e olandese. Suona il piano, la chitarra e il clarinetto.
Ha debuttato con l'album La biographie de Luka Philipsen nel 2000, disco che contiene brani scritti con Benjamin Biolay e Henri Salvador. Anche nel secondo album La disparition collabora Biolay come autore e produttore. Nel 2003 (nel 2004 negli Stati Uniti) pubblica il suo primo album in lingua inglese (Not Going Anywhere); segue Nolita, che contiene brani in inglese e francese. Nel 2003 ha pubblicato un album collaborativo con Barði Jóhannson, musicista islandese e voce del gruppo Bang Gang.
Nel 2007 è la volta dell'eponimo Keren Ann. 
Nel 2011 esce il suo sesto album in studio.

## Discografia
- 2000 - La biographie de Luka Philipsen
- 2002 - La disparition
- 2003 - Not Going Anywhere
- 2004 - Nolita
- 2007 - Keren Ann
- 2011 - 101
- 2016 - You're Gonna Get Love
- 2019 - Bleue